# Andréa Veiga
Andréa Mendes Veiga (Rio de Janeiro, 9 de agosto de 1969) é uma apresentadora de TV e atriz brasileira.

## Carreira
Aos dez anos de idade, ia com frequência aos ensaios das peças do teatro Tablado, levada por sua tia Maria Lúcia Veiga, que era assistente de direção de Maria Clara Machado. Assim, acabou por ser convidada para o elenco de uma montagem de Platonov, de Tchekov. Em seguida, por indicação de Maria Clara Machado, começou aulas de teatro no Tablado, fazendo o musical As Cigarras e os Formigas aos onze anos. Aos doze anos, através de contatos familiares, procurou Maurício Sherman, diretor artístico da extinta Rede Manchete. Na Manchete, chamou a atenção da produtora Marlene Mattos, que a convidou para participar de um programa novo chamado Manchete TV Boxe, onde Andrea anunciava, com placas, os rounds das lutas. Em seguida, Andréa fez um teste para ser assistente de palco da apresentadora Xuxa no programa Clube da Criança, tendo sido admitida. No programa, foi batizada com o apelido de Paquita, namorada de um papagaio marionete que participava do programa e que se chamava Paquito. Posteriormente paquita deixou de ser nome próprio e passou a designar todas as assistentes da apresentadora Xuxa.
Andréa foi a primeira assistente de palco, da Xuxa e participou dos programas Clube da Criança (1984–86) e Xou da Xuxa (1986–88), ficando no posto de Paquita por quase 4 anos no total. Logo após deixar de ser Paquita, para tentar alavancar sua carreira, Andréa Veiga posou nua para a revista Playboy em setembro de 1988. Em seguida, mudou-se para São Paulo, onde foi convidada pela Rede Record para apresentar o programa infantil Pintando o Sete, que após mudanças transformou-se no programa A Casa Mágica. Em 1990, voltou para o Rio de Janeiro, onde estreou como atriz na minissérie O Portador, com direção de Herval Rossano. Na mesma época, foi também uma das apresentadoras do programa musical Babilônia, também da Rede Globo, e em 1990 participou do seu primeiro longa-metragem, Sonho de Verão, ao lado de Sérgio Malandro e das paquitas. Em 1992, Andréa apresentou o quadro dentro do programa Xou da Xuxa, chamado "Competições da Xuxa", e nesse mesmo ano, retornou brevemente ao posto de Paquita, na segunda fase de gravações do programa Xuxa Park, exibido na Espanha e acompanhando as apresentações internacionais de Xuxa pela América Latina. Mais tarde, participou de mais dois filmes com a grife Xuxa: Xuxa Requebra (1999) e Xuxa Popstar (2000).
Na TV, Andréa Veiga participou ainda das telenovelas Gente Fina, da Rede Globo, do programa Os Trapalhões, fazendo o papel da namorada de Renato Aragão, da telenovela Salomé, do especial Fronteiras do Desconhecido, da Rede Manchete, e de alguns capítulos da terceira temporada do seriado adolescente Malhação, na Rede Globo. No teatro, atuou em Os Saltimbancos, sob a direção de Rogério Fabiano; Ali Babá e os 40 ladrões, direção de Wolf Maia; Band Age, direção de Cininha de Paula; A Família do Cão, direção de Marcelo Saback; A Fera e a Bela, direção de Guilherme Karan; Lamartine 2, O Resgate, direção de Antônio De Bonis; Aladim e o Gênio Maravilhoso, direção de Marcelo Saback; Aldeia dos Ventos, direção de Oswaldo Montenegro e o Terror na Praia, direção de Anselmo Vasconcelos e Luca de Castro. Entre 1999 e 2002, participou do programa Planeta Xuxa, na Rede Globo, tendo feito uma pausa na carreira artística para ser mãe.
Em 2003, formou-se em jornalismo e lançou, com Cláudia Rodrigues, o livro Mãe na Linha. Juntas escreveram um livro, que concedeu a participação de algumas artistas falando de gravidez. Em 2003 começou a trabalhar com rádio, estreando na rádio Nativa FM, passando pela Rádio Tupi, onde ficou até janeiro de 2006. Em 2006 Andréa Veiga Esteve na Rede CNT com o programa "Gente como você" e foi repórter do programa Mais Você da Rede Globo.

## Filmografia

### Televisão
| Ano     | Título                       | Personagem / Cargo              | Notas                                    |
| ------- | ---------------------------- | ------------------------------- | ---------------------------------------- |
| 1983–84 | Manchete TV Boxe             | Ring Girl (assistente de palco) |                                          |
| 1984–86 | Clube da Criança             | Paquita (assistente de palco)   |                                          |
| 1986–88 | Xou da Xuxa                  | Paquita (assistente de palco)   |                                          |
| 1988–90 | Pintando o Sete              | Apresentadora                   |                                          |
| 1990    | Babilônia                    | Apresentadora                   |                                          |
| 1990    | Gente Fina                   | Suzy                            |                                          |
| 1991    | Fronteiras do Desconhecido   | Luísa                           | Episódio: "A Rua do Salto"               |
| 1991    | Salomé                       | Carmem                          |                                          |
| 1991    | O Portador                   | Eliane                          |                                          |
| 1992    | Xou da Xuxa                  | Repórter                        | Quadro: Competições da Xuxa              |
| 1992    | Xuxa Park (Espanha)          | Paquita (assistente de palco)   |                                          |
| 1997    | Malhação                     | Célia                           | Participação: Temporada 3                |
| 1999    | Você Decide                  | Sandrinha                       | Episódio: "O Califa de Caruaru"          |
| 1999–01 | Xuxa Park                    | Repórter                        |                                          |
| 1999–02 | Planeta Xuxa                 | Repórter                        |                                          |
| 2001    | Planeta Verão                | Repórter                        | Temporada especial de férias             |
| 2002    | Planeta Xuxa: Jogos de Verão | Repórter                        | Temporada especial de férias             |
| 2006–07 | Gente Como Você              | Apresentadora                   |                                          |
| 2007–10 | Mais Você                    | Repórter                        |                                          |
| 2011    | Fina Estampa                 | Luciana                         | Episódios: "29 de agosto–16 de setembro" |
| 2017    | Questão de Família           | Clara                           | Episódio: "Sintoma"                      |
| 2021    | Tô de Graça                  | Cleonice                        | Participação 5ª Temporada                |
| 2023    | Reis                         | Golda                           | Fase: A Consequência                     |

### Cinema
| Ano  | Título                             | Personagem     |
| ---- | ---------------------------------- | -------------- |
| 1990 | Sonho de Verão                     | Jam            |
| 1999 | Xuxa Requebra                      | Andréa         |
| 2000 | Xuxa Popstar                       | Repórter da TV |
| 2018 | O Paciente - O Caso Tancredo Neves | Sara           |
| 2023 | O Porteiro                         | Dona Regina    |